# ポスコケミカル
ポスコフューチャーエム（POSCO Future M）株式会社は、ポスコグループの環境に優しい未来素材企業です。 二次電池の素材である正極材と負極材を同時生産する企業であり、製鉄産業の基盤となる耐火物など産業基礎素材や高付加価値産業に活用される過酸化水素など先端化学素材を生産している。

## ビジョン
環境に優しい未来素材で世界に価値を加える企業(Motivate Future Movement) (韓国語 : 친환경 미래소재로 세상에 가치를 더합니다)

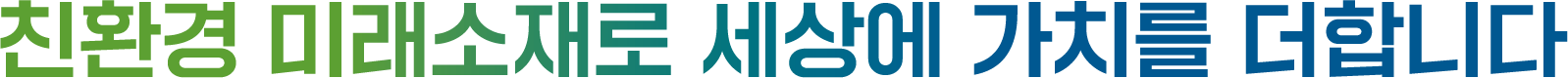

## 主な事業

### エネルギー素材事業[1]
二次電池の素材である正極材と負極材をグローバル市場に供給している。特に持株会社であるポスコホールディングスのサポートで、既存の耐火物専門会社から環境に優しい未来素材会社に変貌しており、特に、二次電池素材社で成長している。

#### 正極材
正極材はリチウムイオン電池でリチウムソースとして機能し、バッテリーの容量と平均電圧を決める素材だ。ポスコフューチャーエムは、高容量ハイニッケル単結晶正極材を開発して生産しており、グローバル市場に進出する予定だ。2023年、国内バッテリーの主要会社（LGエネルギーソリューション、サムスンSDIなど）から総約100兆韓国ウォンほどの受注を受け、急な成長傾向を見せている。2023年基準で155,000トンの生産量を持っている。 2030年まで正極材100万トンという目標を提示し、工場を増設している。

#### 前駆体
正極材を作る前段階の物質でここにリチウムを加えると正極材が完成する。2023年基準で45,000トンの生産量を有し、2030年までに1,000,000トンまで増やす予定だ。

#### 負極材
負極材は、正極から出たリチウムを貯蔵して放出しながら電気を発生させる素材である。 ポスコフューチャーエムは国内で唯一天然黒鉛系負極材を生産している。2023年基準の負極材生産量は82,000トンだが、2030年までに370,000トンまで生産量を増やす予定だ。

### 耐火物製造事業
耐火物とは、各種期間産業の工業用炉に使用する材料で、1600℃以上の高温でも溶融しない非金属材料の総称で、鉄鋼産業とセメント、非鉄金属、ガラス業界などの産業にとって重要な工業用素材である。 耐火物はその化学的分類により大きく酸性・中性・塩基性耐火物に分かれる。 鉄鉱石を利用して鉄を作る過程は大きく「製銑→製鋼→圧延」の3段階に分けられるが、このうち塩基性耐火物は「製鋼」工程に主に使用され、酸・中性耐火物が「製銑」、「圧延」工程 に使用されます。 このうちポスコフューチャーエムは塩基性耐火物を主力として生産している。 ポスコフューチャーエムは耐火物生産の主要原料であるマグネシアクリンカーを海水と石灰石を利用して自社生産しており、その他の副原料は中国など海外に依存している。最近は廃耐貨物を100％リサイクルに成功して注目を集めている。

### 建設事業
建設事業部は、ポスコの浦項と光陽製鉄所のロゼを定期的に整備する1）ロザ整備と2）耐火工事部分に分かれ、売上の大部分がポスコを通じて行われる。

#### 炉材整備
炉材整備は、転炉、高炉、コークス炉など各種加熱炉に対して周期的、定期的、繰り返しの業務遂行が求められる分野である。 鉄鋼を生産する多様な「炉」は一定期間溶融物を溶かしたり加熱すると容器内側の耐火物が摩耗したり侵食されるため、耐火物が長く維持されるように安定した整備・保守が必要である。 転炉を基準に、例えば、年間２回の炉整備が要求されるが、ポスコフューチャーエムはポスコが運営中の浦項および光陽製鉄所の１６の転炉に対して定期的な整備業務を行っている。 また、ポスコが持続的に国内外に生産量を増設しているため、安定的でありながら着実な成長を見せている。

#### 耐火工事
耐火工事部は、製鉄、非鉄金属、石油化学、焼却炉など各種産業炉に設計、供給、施工および設備集団まで総合的なターンキーベースサービスを提供する事業である。 ポスコフューチャーエムは1974年から独自の軸路機能養成機関を運営し、軸路、造積、電気、金属などの分野に500人余りの専門人材を保有しており、これを通じて1,500件以上の国内最大の施工経験を保有している 。 同社はポスコ内関連施工を独占しているだけでなく、徐々に顧客会社を拡大していき、継続的な成長が予測される。 特に耐火物工事部分は、耐火物製造業とは異なり、営業利益率が約17％に達する高収益の事業だという点だ。 また、炉材整備の場合、景気変動に大きく関係なく安定的でありながら安定した利益を創出できる分野だ。

### 生石灰事業
生石灰は一般に酸素とカルシウムの化合物であり、酸化カルシウムと呼ばれる。 これは石灰石に1100℃以上の高温の熱を加えて得ることができ、製鋼、建築、肥料、海洋水質改善などに多く使われ、ポスコフューチャーエムが生産している製鋼用生石灰は製鋼過程での不純物を除去するための用途で使われている。 ポスコフューチャーエムは2008年からポスコから生石灰焼成設備（浦項10基、光陽9期）を賃貸して製鋼過程に使われる生石灰を生産、全量をポスコに販売している。 したがって、同社の生石灰の売上もポスコの粗鋼生産量に完全に比例することになる。 これにより生石灰の売上は2008年以降着実な上昇傾向を見せており、2010年には全体売上の３６％に相当する重要事業部に成長した。 また、収益性の側面に関してもポスコ側で連結経営を考慮し、営業利益率9～11％を保障してくれているため、今後も心強いCash Cowの役割を果たしてくれるものと見られる。

### ケミカル事業
ポスコフューチャーエムは2010年8月、ポスコから光陽製鉄所火星工場を委託運営方式で引き継ぎ運営を開始し、続いて2011年3月部に浦項製鉄所火星工場も委託運営を開始した。 同社はこれを通じて多様な高付加価値を創出できる陽製ケミカル産業に飛び込む予定だ。 これまでポスコでは火星工場で鉄鋼製造工程中に発生する副産物であるコールタールと原油軽油をＯＣＩなど外部企業に販売してきた。 しかし、ポスコフューチャーエムが本格的にケミカル工場を運営し始め、今後はこれを様々な化学産業に必要な独自の原料として使う計画だ。 すでに同社は2010年8月、二次電池負極材会社であるカーボニクスをLSエムトロンから買収した。

## 社会貢献（企業市民）
ポスコフューチャーエムは「共に成る青い世界」という社会貢献ビジョンを樹立し、地域社会の問題を解決のために社会貢献事業を運営している。 「持続可能な環境保護」、「未来世代支援」、「地域社会共生価値創出」を3大核心方向に選定し、「持続可能な未来価値」を創出するために多様な社会貢献事業を展開している。

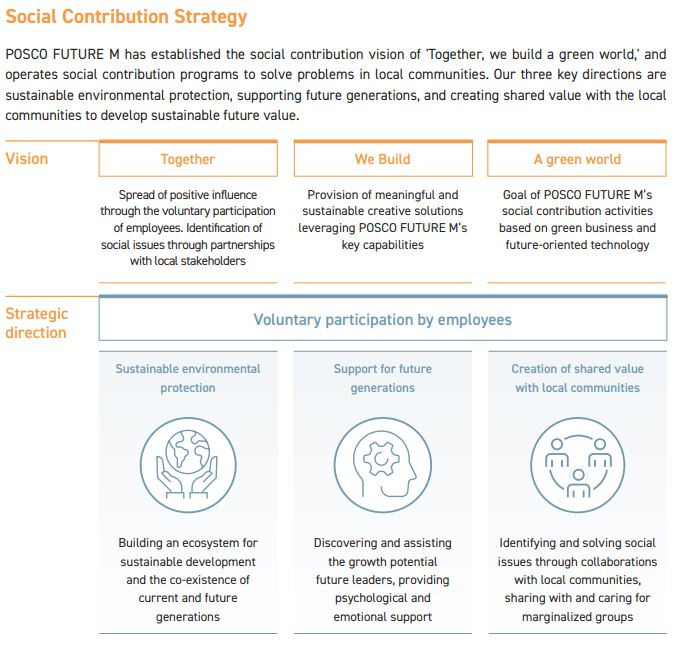

## スポーツ団
韓国囲碁リーグと韓国女子囲碁リーグに統合囲碁団として後援した。
韓国囲碁リーグでは「ポスコLED」時代の2010年から参加し、2011年と2018年に優勝した。 韓国女子囲碁リーグは元年の2015年から参加し、2017年に優勝を獲得した。 囲碁リーグチームは2023-24シーズン不参加をしながら2022-23シーズンを最後に解散され、女子リーグチームだけ残った。
2023女子囲碁リーグで準優勝を達成した。 正規リーグ2位でプレーオフに直行したポスコフューチャーエムは、準プレイオフで西帰浦を破って上がってきた副光薬品を相手に2:0完勝を収め、チャンピオン決定戦に進出した。 チャンピオン決定戦相手は女子ランキング2位のキム・チェヨンをはじめ、チーム全員がランキング20位圏内の強大戦力を保有した三隻H2DREAM、3試合まで行く接戦の末に2:1で敗北し準優勝を確定した。

## 関連会社
韓国内
- ポスコMCマテリアルズ (POSCO MC MATERIALS)

海外
- ポスコフューチャーマテリアルズカナダ (POSCO FUTURE MATERIALS CANADA)
- 張家港浦港耐火材料有限公司 (ZPR)
- PT.KPFM (KRAKATAU POSCO FUTUREM)